# Jean Carrier
Jean Carrier (zm. w 1433) – francuski duchowny katolicki, zwolennik antypapieża Benedykta XIII w okresie wielkiej schizmy zachodniej.
Jean Carrier pojawia się w źródłach po raz pierwszy w 1406 jako jeden z liderów buntu przeciwko nominacji Vitala de Castelmourou na arcybiskupa Tuluzy. W jego wyniku arcybiskupem został Pierre Ravat, późniejszy kardynał w kurii Benedykta XIII. Począwszy od 1412 otrzymał wiele beneficjów od antypapieża, m.in. został archidiakonem w Rodez. Od 1413 należał do kręgu doradców hrabiów Armagnac, najpierw Bernarda VII, a potem jego syna Jana IV.
Jean Carrier wraz z hrabią Janem IV pozostali stronnikami Benedykta XIII nawet po Soborze w Konstancji. W 1420 został wymieniony w bulli Marcina V jako jeden z potępionych schizmatyków. Antypapież, rezydujący w Peniscoli w Aragonii, do końca życia uważał się za prawowitego papieża. 27 listopada 1422, dwa dni przed jego śmiercią, Carrier został przez niego mianowany kardynałem prezbiterem Santo Stefano in Monte Celio. Oprócz niego umierający antypapież kreował jeszcze trzech innych kardynałów, którzy 10 czerwca 1423 wybrali na jego następcę Gila Sancheza jako Klemensa VIII. Carrier jako jedyny nie uczestniczył w tej elekcji i po przybyciu do Peniscoli nie uznał jej wyników, zarzucając elektorom symonię. W obawie o swoje życie wyjechał z Peniscoli i powrócił do hrabstwa Armagnac. Hrabia Jan IV uznał Klemensa VIII, ale udzielił schronienia Carrierowi i jego zwolennikom.
12 listopada 1425 Carrier, oświadczając wobec kilku świadków i notariusza, że jest jedynym prawowitym kardynałem mianowanym przez papieża Benedykta XIII, desygnował na papieża zakrystiana z Rodez Bernarda Garniera, który przybrał imię Benedykt XIV. W obawie przed represjami Carrier i jego zwolennicy utrzymywali ten fakt w tajemnicy. Dopiero 29 stycznia 1429 poinformował o nim swojego protektora, hrabiego Jana IV. Poddany jednak bardzo silnym naciskom ze strony Rzymu hrabia, mimo abdykacji Klemensa VIII w lipcu 1429, nie uznał Benedykta XIV i na początku 1430 podporządkował się papieżowi Marcinowi V. Prawdopodobnie to samo, przynajmniej oficjalnie, uczynił Bernard Garnier, gdyż od 1437 ponownie poświadczony jest jako zakrystian w Rodez, a w procesie przed parlamentem tuluskim w 1450 zaprzeczał, jakoby kiedykolwiek miał związki z nieżyjącym już wówczas kardynałem Carrierem.
Jean Carrier wraz z garstką zwolenników odmówił uznania Marcina V, a potem jego następcy Eugeniusza IV i przez kilka lat ukrywał się w górach. W 1433 został jednak schwytany przez wojska hrabiego Foix i wtrącony do więzienia, gdzie krótko potem zmarł.
Według niepotwierdzonych informacji Jean Carrier około 1430 miał zostać obwołany papieżem przez swoich zwolenników i używał imienia pontyfikalnego Benedykt XIV (tak samo jak Bernard Garnier). W rzeczywistości następcą Bernarda Garniera został jego bratanek i imiennik, Jean Carrier młodszy, który jednak używał imienia pontyfikalnego Benedykt XV. Jeszcze w 1467 inkwizycja schwytała jego zwolenników w diecezji Rodez. Złożone w toku tego procesu zeznania rodziny Trahinier są jedynym źródłem potwierdzającym identyfikację antypapieża Benedykta XIV z zakrystianem Bernardem Garnierem i wskazują, że mimo oficjalnego podporządkowania się władzom kościelnym aż do śmierci (ok. 1453) sprawował potajemnie urząd antypapieża i mianował kardynałem niejakiego Jeana Faralda. Po śmierci Garniera Farald miał wyznaczyć Jeana Carriera młodszego na jego następcę, antypapieża Benedykta XV. Jednakże ewentualne roszczenia Garniera i później Carriera młodszego do papiestwa nie miały już żadnego praktycznego znaczenia.